# تپه زحمانی
تپه زحمانی مربوط به دوره اشکانیان -قرون میانه دوران‌های تاریخی پس از اسلام است و در شهرستان صحنه، بخش دینور، روستای زحمانی واقع شده و این اثر در تاریخ ۱۸ خرداد ۱۳۸۴ با شمارهٔ ثبت ۱۱۸۵۵ به‌عنوان یکی از آثار ملی ایران به ثبت رسیده است.